# Rangos e insignias del Reichsarbeitsdienst

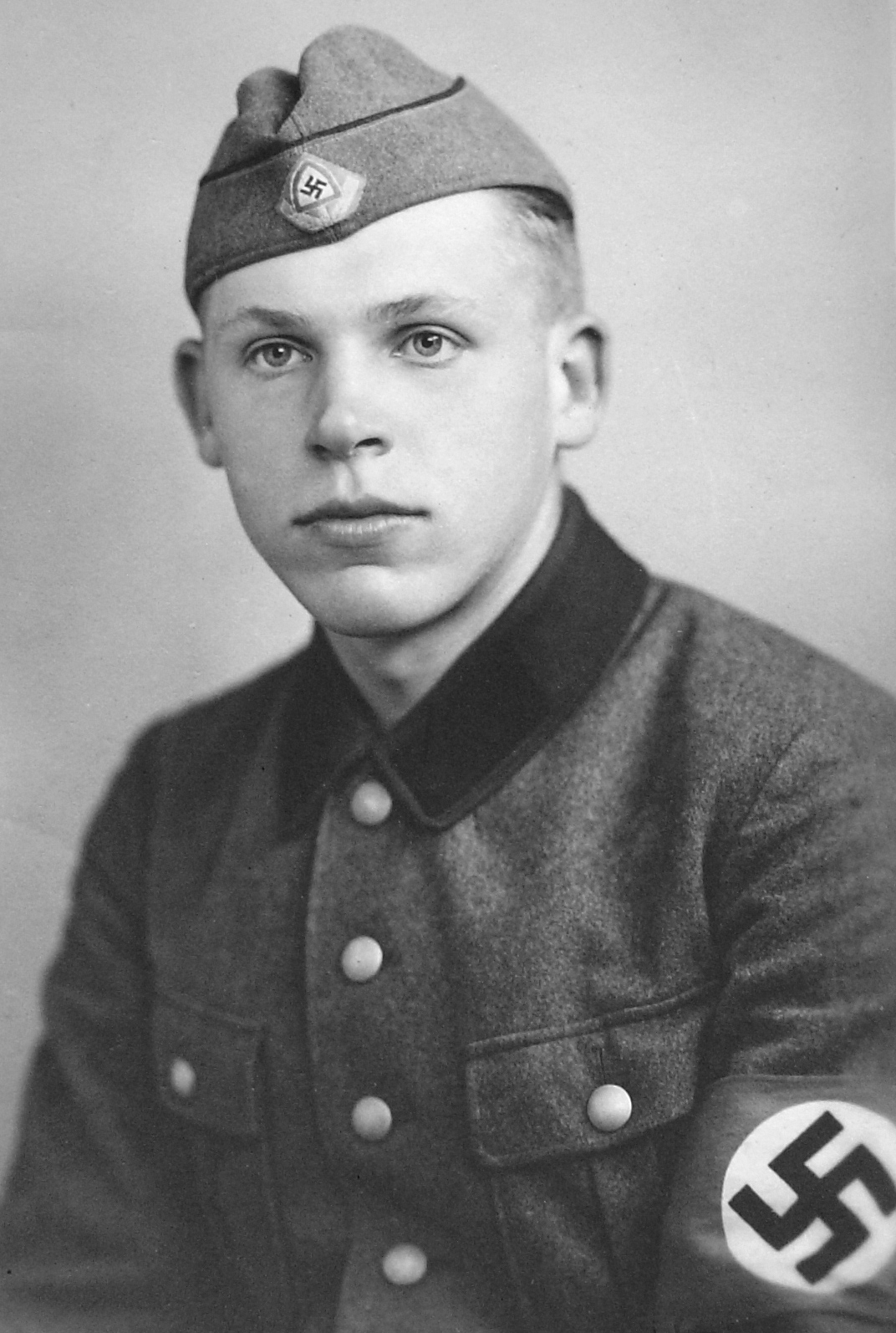
Reichsarbeitsmann (soldado).

Los rangos e insignias del Reichsarbeitsdienst eran rangos militares exclusivos utilizados por el Servicio de Trabajo del Reich.

## Estructura de rangos
| Rangos de la tropa                                  | Rangos administrativos | Rangos de los Oficiales médicos | Rangos femeninos      | Rango equivalente en el Heer |
| --------------------------------------------------- | ---------------------- | ------------------------------- | --------------------- | ---------------------------- |
| Reichsarbeitsführer                                 | -                      | -                               | -                     | Generalfeldmarschall         |
| Generaloberstfeldmeister introducido en 1945        | -                      | -                               | -                     | Generaloberst                |
| Generalfeldmeister introducido en 1945, nunca usado | -                      | -                               | -                     | General                      |
| Obergeneralarbeitsführer                            | -                      | -                               | -                     | Generalleutnant              |
| Generalarbeitsführer                                | Generalarbeitsführer   | Generalarbeitsarzt              | -                     | Generalmajor                 |
| Oberstarbeitsführer                                 | Oberstamtswalter       | Oberstarbeitsarzt               | Stabshauptführerin    | Oberst                       |
| Oberarbeitsführer                                   | Oberstabsamtswalter    | Oberarbeitsarzt                 | Stabsoberführerin     | Oberstleutnant               |
| Arbeitsführer                                       | Stabsamtswalter        | Arbeitsarzt                     | Stabsführerin         | Major                        |
| Oberstfeldmeister                                   | Hauptamtswalter        | Arbeitsfeldarzt                 | Maidenhauptführerin   | Hauptmann                    |
| Oberfeldmeister                                     | Oberamtswalter         | Arbeitslagerarzt                | Maidenoberführerin    | Oberleutnant                 |
| Feldmeister                                         | Amtswalter             | -                               | Maidenführerin        | Leutnant                     |
| Unterfeldmeister                                    | Unterfeldmeister       | -                               | Maidenunterführerin   | Oberfähnrich                 |
| Haupttruppführer introducido en 1944                | -                      | -                               | -                     | Oberfeldwebel                |
| Obertruppführer                                     | Obertruppführer        | -                               | Jungführerin          | Feldwebel                    |
| Truppführer                                         | Truppführer            | -                               | Kameradschaftsälteste | Unteroffizier                |
| Untertruppführer                                    | -                      | -                               | -                     | Unteroffiziersanwärter       |
| Hauptvormann                                        | -                      | -                               | -                     | Stabsgefreiter               |
| Obervormann                                         | -                      | -                               | -                     | Obergefreiter                |
| Vormann                                             | -                      | -                               | -                     | Gefreiter                    |
| Arbeitsmann                                         | -                      | -                               | Arbeitsmaid           | Schütze                      |

## Insignias del rango 1943-1945
| Insignia del cuello | Insignia del cuello      | Rango del RAD             | Traducción                 | Equivalente en la Luftwaffe |
| ------------------- | ------------------------ | ------------------------- | -------------------------- | --------------------------- |
|                     |                          | Rango del RAD             | Traducción                 | Equivalente en la Luftwaffe |
|                     |                          | Reichsarbeitsführer       | Líder de Trabajo del Reich | Generalfeldmarschall        |
|                     |                          |                           |                            |                             |
|                     | Generaloberstfeldmeister | General Mariscal de Campo | Generaloberst              |                             |
|                     |                          |                           |                            |                             |
|                     | Generalfeldmeister       | General de Campo          | General der Waffengattung  |                             |
|                     |                          |                           |                            |                             |
|                     | Obergeneralarbeitsführer | Teniente General          | Generalleutnant            |                             |
|                     |                          |                           |                            |                             |
|                     | Generalarbeitsführer     | Mayor General             | Generalmajor               |                             |
|                     |                          |                           |                            |                             |
|                     |                          | Oberstarbeitsführer       | Coronel                    | Oberst                      |
|                     |                          |                           |                            |                             |
|                     | Oberarbeitsführer        | Teniente Coronel          | Oberstleutnant             |                             |
|                     |                          |                           |                            |                             |
|                     | Arbeitsführer            | Mayor/Líder de Trabajo    | Major                      |                             |
|                     |                          |                           |                            |                             |
|                     |                          | Oberstfeldmeister         | Capitán                    | Hauptmann                   |
|                     |                          |                           |                            |                             |
|                     | Oberfeldmeister          | Teniente Primero          | Oberleutnant               |                             |
|                     |                          |                           |                            |                             |
|                     | Feldmeister              | Teniente                  | Leutnant                   |                             |
|                     |                          |                           |                            |                             |
|                     | Unterfeldmeister         | Aspirante a Oficial       | Oberfähnrich               |                             |
|                     |                          |                           |                            |                             |
|                     |                          | Obertruppführer           | Líder Superior de Tropa    | Feldwebel                   |
|                     |                          |                           |                            |                             |
|                     | Truppführer              | Líder de Tropa            | Unteroffizier              |                             |
|                     |                          |                           |                            |                             |
|                     |                          | Untertruppführer          | Líder de Tropa             | Fahnenjunker                |
|                     |                          |                           |                            |                             |
|                     | Obervormann              | Capataz Superior          | Obergefreiter              |                             |
|                     |                          |                           |                            |                             |
|                     | Vormann                  | Capataz                   | Gefreiter                  |                             |
|                     |                          |                           |                            |                             |
|                     |                          | Arbeitsmann               | Trabajador                 | Soldat                      |

## Galones
Usados en 1940

Obertruppführer
Truppführer
Untertruppführer
Hauptvormann
Obervormann
Vormann

## Salario delStammpersonal
| Hombres - Rango          | Hombres - Grado de pago | Hombres - Salario anaual Reichsmark (RM) | Número de puestos regulares para hombres 1939 | Mujeres - Rango          | Mujeres - Grado de pago | Mujeres - Salario anual Reichsmark (RM) |
| ------------------------ | ----------------------- | ---------------------------------------- | --------------------------------------------- | ------------------------ | ----------------------- | --------------------------------------- |
| Reichsarbeitsführer      | RADm 1                  | 24 000                                   | 1                                             |                          |                         |                                         |
| Obergeneralarbeitsführer | RADm 2                  | 18 000                                   | 1                                             |                          |                         |                                         |
| Generalarbeitsführer     | RADm 3                  | 14 000                                   | 19                                            |                          |                         |                                         |
| Oberstarbeitsführer      | RADm 4                  | 8400-12600                               | 48                                            | Maidenhauptstabsführerin | RADw 1                  | 5500-9500                               |
| Oberarbeitsführer        | RADm 5                  | 7000-9700                                | 354                                           | Maidenoberstabsführerin  | RADw 2                  | 4800-8400                               |
| Arbeitsführer            | RADm 6                  | 5200-8400                                | 882                                           | Maidenstabsführerin      | RADw 3                  | 3800-5900                               |
| Oberstfeldmeister        | RADm 7                  | 4800-7000                                | 3 205                                         | Maidenhauptführerin      | RADw 4                  | 2500-4250                               |
| Oberfeldmeister          | RADm 8a                 | 3000-5300                                | 3 669                                         | Maidenoberführerin       | RADw 5                  | 2100-3100                               |
| Feldmeister              | RADm 8b                 | 2400-4600                                | 4 934                                         | Maidenführerin           | RADw 6                  | 1440-2200                               |
| Unterfeldmeister         | RADm 9                  | 2350-3500                                | 7 805                                         | Maidenunterführerin      | RADw 7                  | 1200-1650                               |
| Obertruppführer          | RADm 11a                | 2000-2700                                | 13 576                                        |                          |                         |                                         |
| Truppführer              | RADm 11b                | 1140-1424,40                             | 13 894                                        |                          |                         |                                         |

El salario anual promedio para un trabajador industrial era de 1.459 Reichsmarks 1939, y para un trabajador de cuello blanco empleado de forma privada 2.722 Reichsmarks.